# Panurginus turcomanicus
Panurginus turcomanicus là một loài Hymenoptera trong họ Andrenidae. Loài này được Popov mô tả khoa học năm 1936.